# Išamael
Išamael je imaginarni lik iz svijeta epske fantastike Točak vremena. On je jedan od Izgubljenih, 13 Aes Sedai iz Doba legendi koji su prešli Mračnom.

## Prije Sijenke
U Dobu legendi Išamael je bio poznati teolog i pisac. Tada se zvao Elan Morin Tedronai. Nazvan je Išamel , što znači Izdajnik nade. Napisao je mnoge knjige. Imao je crne, zapovjedničke oči. Bio je veoma pametan. Bio je Aes Sedai. Posjedovao je moći jednake moćima Lijusa Terina Telamona. Kada je otvorena rupa u zatvoru Mračnog, shvatio je da sukob Tvorca i Mračnog nije nov na ovom svijetu. Vjerovao je da su koristili ljude kao pione. Mislio je da će na kraju Mračni pobijediti. Na kraju je postao prvi Izgubljeni, govoreći da je Svijetlost gubitnička strana.

## Ba'alzamon
Kada je rupa u zatvoru Mračnog zapečaćena, on nije bio u potpunosti vezan. Vjeruje sa da može da izađe svakih 40 godina. Odgovoran je za skoro svaku krizu od Slamanja svijeta. Pojavljivao se kao muškarac kome je iz usta i očiju izlazio plamen. Na kraju je poludio i počeo da vjeruje da je on Mračni. Troloci su ga nazivali Ba'alzamon, što znači Srce Mraka . Na kraju su svi počeli da vjeruju da je to troločko ime za Mračnoga. Nakon oslobađanja iz zatvora Mračnog, lovio je Randa al'Tora, ponovorođenog Lijusa Terina Telamona, dok ga Rand nije ubio u Tiru. Sada je Išamael vaskrsnuo kao Moridin.Ime Moridin u prevodu znači smrt. Još je luđi nego prije.

## Literatura
- Robert Jordan's The Wheel of Time series Архивирано на веб-сајту  (5. март 2013)
- [мртва веза]